# كرونبرج إم تانوس
كرونبرج امتانوس (بالألمانية: Kronberg im Taunus) هي بلدة تقع في مقاطعة هوكتاونوسكرايس, هسن, ألمانيا
تصنيفمدن ألمانيا
تصنيفهوختاونوسكرايس

## توأمة
لكرونبرج إم تانوس اتفاقيات توأمة مع كل من:
- بالنشتيت
- Le Lavandou [الإنجليزية]‏
- Porto Recanati [الإنجليزية]‏
- آبريستويث

## أعلام
- أنطون برغر
- يواكيم فيست
- مافالدا أميرة سافوي
- جوليوس نيوبرونر
- يوهان لودفيغ كريست
- والتر فون كرونبرج